# Catalina Proens Grimalt "na Comes"
Catalina Proens Grimalt "na Comes" (Manacor, 1838-1907). Glosadora i pagesa.
Treballava el camp i no tenia estudis. Va ser una glosadora molt activa. La majoria dels seus glosats han perviscut per tradició oral i alguns foren publicats al setmanari "La Aurora". Entre altres glosats destaquen "Cançons de quan robaren el Bon Jesús", "El còlera de l'any 1865", "Caritat", "Cançons des jugadors" i "Manaments des fadrins i de ses fadrines".